# NGC 1066
NGC 1066 je galaksija u zviježđu Trokut.

## Vanjske poveznice
- SEDS: NGC 1066